# Rhipidia hedys
Rhipidia hedys är en tvåvingeart som först beskrevs av Alexander 1980.  Rhipidia hedys ingår i släktet Rhipidia och familjen småharkrankar.
Artens utbredningsområde är Ecuador. Inga underarter finns listade i Catalogue of Life.